# El Maldà
El Maldà, abans conegut com a Círcol Maldà, és un teatre de cambra polivalent de Barcelona, ubicat al Palau Maldà, al carrer del Pi número 5, escala dreta, just al costat del Cinema Maldà. Malgrat les seves reduïdes dimensions, està habilitat per a fer-hi espectacles tant a tres o quatre bandes com a la italiana. Tot i que ja s'hi feien concerts i representacions escèniques amb anterioritat, la seva programació regular no va iniciar-se fins al 1996. Actualment és gestionat per la companyia Els Pirates Teatre que, des del 2013, hi programen espectacles de teatre, dansa, música i cabaret.

## Història

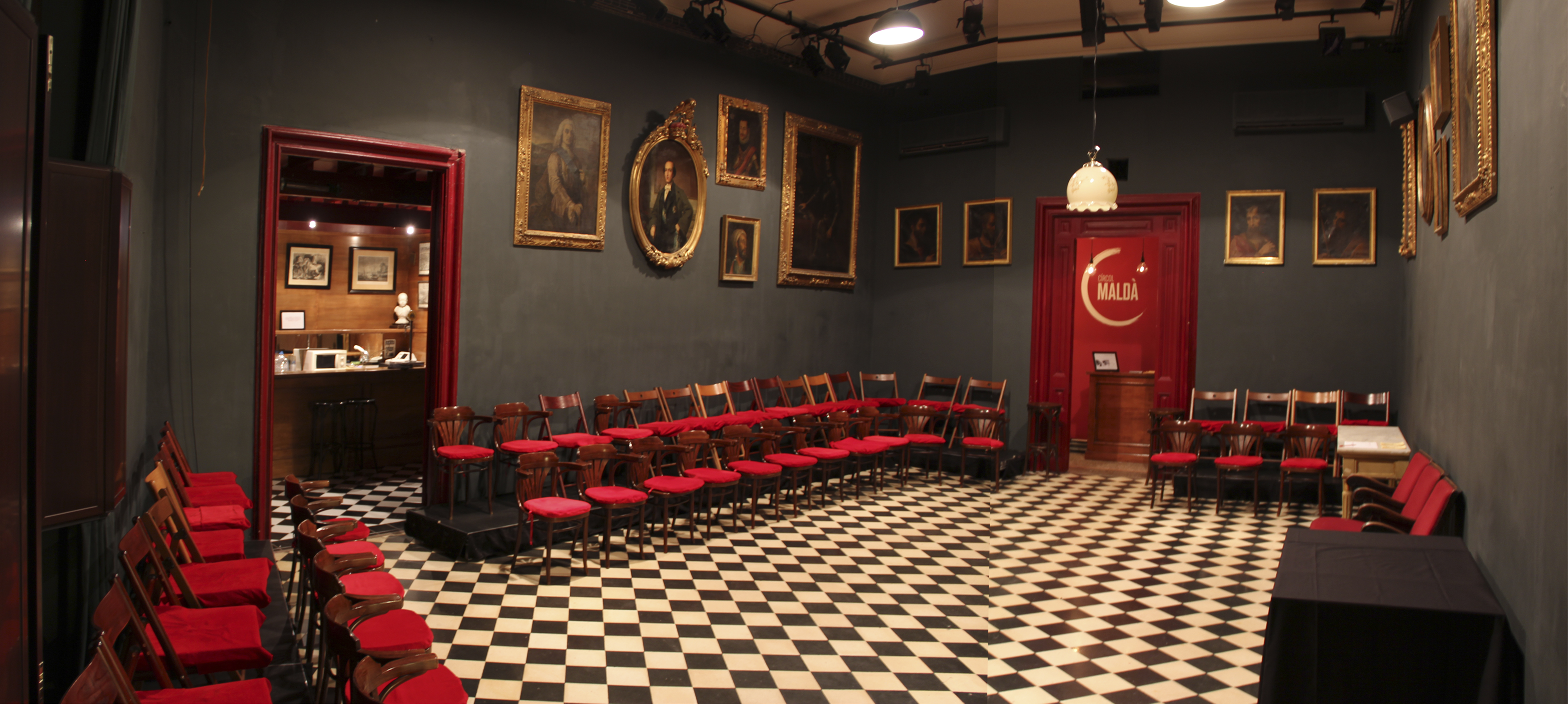
Interior d'El Maldà

L'edifici on es troba fou construït al segle xvii i se sap que ha acollit representacions escèniques de forma discontínua des de mitjans del segle xviii, quan Rafael d'Amat i de Cortada, primer Baró de Maldà i Maldanell, va esdevenir-ne el propietari i va habilitar-ne un dels salons per a tal fi.

### Sala de concerts (1985-1997)
A mitjans de la dècada de 1980, Alfons de Vilallonga i Cabeza de Vaca, 8è Baró de Maldà, va recuperar i adaptar una de les estances del palau, fins llavors emprades com a magatzem de les Galeries Maldà, per a fer-hi concerts privats. L'espai, de reduïdes dimensions i amb capacitat per a una cinquantena de persones, va ser decorat amb mobiliari original que, en part, encara es conserva. Un bon exemple són els quadres que encara pengen de les parets de la sala i que recorden la decoració aristocràtica d'antany.
El 1996 les vetllades musicals impulsades per Vilallonga van esdevenir regulars sota el nom de Círculo Maldà: s'oferien boleros, ranxeres i cançó francesa els dimarts i els dijous. La resta de dies de la setmana la sala es llogava per a festes privades i actes socials.

### L'etapa de Montse Majench (1998-2002)
Després de la mort d'Alfons de Vilallonga el 1997, els seus fills, entre els quals trobem el reconegut compositor Alfons de Vilallonga i Serra, 9è Baró de Maldà, van decidir mantenir viu el projecte del seu pare. El 1998 van oferir la direcció artística de l'espai a Montse Majench, periodista i gestora cultural, que sota el nom de Círcol Maldà va convertir la sala en una mena de cabaret berlinès on es podia veure des d'espectacles d'il·lusionisme a concerts de flamenc, passant per monòlegs i espectacles teatrals de diversa índole.
La feina de Montse Majench al capdavant de la sala va ser reconeguda el 2001 amb un Aplaudiment dels Premis FAD Sebastià Gasch. Poc després, el 2002, va ser rellevada del càrrec i el Círcol Maldà es va convertir en un bar musical.
Del 2004 al 2006 es va intentar reactivar la programació escènica de la sala amb diversos espectacles de cabaret, però el preu del lloguer exigit pels propietaris no va permetre reeixir aquesta proposta.

### L'etapa de Pep Tosar (2009-2013)
El 2009, un equip encapçalat per l'actor Pep Tosar va reprendre les regnes del projecte gràcies al finançament privat d'un col·lectiu de socis. Tosar va reinaugurar l'espai després d'una petita reforma on van enfosquir-se les parets de la sala perquè funcionés com a caixa negra i van substituir-se les antigues tauletes del cafè teatre per la grada i les fileres actuals, augmentant així l'aforament de la sala fins a la setantena de persones.
Malauradament la crisi econòmica de 2008 va fer estralls en el projecte original de Tosar que, malgrat intentar rendibilitzar al màxim l'espai augmentant-ne l'aforament i impulsant la programació de funcions dobles, aviat va veure's endeutat. Tanmateix va restar al capdavant de la sala fins al 2013 quan va vèncer el lloguer que tenia amb els propietaris.
Alguns dels espectacles emblemàtics d'aquesta etapa foren les reestrenes de Molts records per a Ivanov (2010) i de Sa història des senyor Sommer (2013).

### L'etapa de Els Pirates Teatre (2013-)
Malgrat que inicialment es va comunicar que la intenció dels propietaris era de no continuar amb el projecte escènic de la sala, el desembre de 2013 s'anuncià que la companyia Els Pirates Teatre, formada per 14 membres de diferents àmbits de les arts escèniques, gestionaria la nova etapa del Círcol Maldà. Això ocasionà cert malestar amb l'anterior gestor, Pep Tosar, que acusà el director de Els Pirates, Adrià Aubert, antic ajudant seu al capdavant de la sala, de conspirar per rellevar-lo.
Sota la nova direcció la sala va ampliar la tipologia d'espectacles que acollia i va començar a programar cicles de dansa, poesia i contes. Algunes de les iniciatives més innovadores d'aquesta etapa han estat el cicle de dansa conegut com a #MaldàenDansa o el cicle de rondalles mallorquines que du per títol Al cel mos vegem tots plegats. Ambdues propostes se celebren cada any, de forma ininterrompuda, des del 2014 i han esdevingut senya d'identitat del nou Maldà. El cicle de dansa va rebre una menció especial dels Premis de la Crítica de les Arts Escèniques el 2017.
El 2016 els mateixos premis ja havien reconegut aquest espai escènic amb el premi a la millor sala de Barcelona que, des del 2015, va canviar el seu nom oficialment per passar a denominar-se com El Maldà.
Durant aquesta etapa, la sala ha acollit alguns espectacles de notable èxit de crítica i públic que han romàs en cartell més d'una temporada. Alguns exemples serien les versions de Nit de reis de William Shakespeare (2014-2015), El llarg dinar de Nadal, de Thornton Wilder (2014-2019) o Les dones sàvies de Molière (2016-2019).